# سيجا
سيجا (بالإنجليزية: Sega‎؛ باليابانية: セガ) هي شركة ألعاب فيديو عالمية، ومنتجة لأنظمة ألعاب الفيديو حتى عام 2001. تأسست عام 1940. يقع مقرها الرئيسي في مدينة طوكيو، اليابان. ويوجد فرع لسيجا في كاليفورنيا، الولايات المتحدة الأمريكية، ويسمى سيجا أمريكا (Sega of America)، تمتلك جزء منه شركة فياكوم. كما يوجد فرع في أوروبا يسمى سيجا أوروبا (Sega of Europe)، ويقع في لندن، إنجلترا، المملكة المتحدة.

شعار سيجا العربي الرسمي الموجود في كتيب لعبة الوحش المعدل كواحدة من محاولات سيجا دخول السوق الخليجية من خلال تعريب الكتيبات وَتغليف المنتجات.

تأسست سيجا عام 1940 تحت مسمى الألعاب القياسية (Standard Games) في ولاية كاليفورنيا الأمريكية بواسطة مارتن بروميلي، وإرفينغ برومبيرغ، وجيمز همبيرت، وكانت تقدم خدمات ترفيهية. ثم اقترح مارتن بروميلي أن تنتقل الشركة إلى عاصمة اليابان طوكيو في 1951. في شهر مايو عام 1952 سجلت الشركة تحت مسمى ألعاب خدمات اليابان (Service Games of Japan)، والاسم الحالي للشركة مكون من أول حرفين لهذا الاسم (SEGA).
في عام 1999 أطلقت سيجا آخر أجهزتها وهو دريم كاست، إلا أنه لم يحقق نجاحًا كبيرًا. قررت الشركة بعد ذلك أن تتوقف عن صناعة أنظمة ألعاب الفيديو، ولكنها أصبحت الآن شركة منتجة للألعاب على أجهزة الجيل الحالي.

## التاريخ

### البداية
رغم شهرة سيجا الكبير بكونها شركة العاب يابانية ولكن قصة تأسيس الشركة لم تكن كذلك فعلا، البداية كانت من جزيرة هاواي وإفتتاح شركة سيرفيس جيمز بالعام 1940، بعد أن حظرت حكومة الولايات المتحدة ماكينات القمار في أراضيها في عام 1952، قرر ريمون لومير وريتشارد ستيوارت بنقل مقر الشركة للعاصمة اليابانية طوكيو بالعام 1951 لغرض صناعة ألعاب آركيد وسلوت باستخدام القطع النقدية أيضا.
في تلك الفترة كانت الشركة تقوم بنشر الأجهزة عبر القواعد الحربية الأمريكية المنتشرة بأرجاء اليابان بأيام الحرب العالمية، في عام 1954 قام الضابط في القوات الجوية الأمريكية ديفيد روزين بتأسيس شركة جديدة باسم روزين إنتربريس في اليابان وكانت تهدف لنشر أجهزة الاركيد الأمريكية بالأسواق اليابانية. في عام 1965 باتت الشركة تملك أكثر من 200 صالة اركيد بأرجاء اليابان وبكون شركة سيرفيس جيمز هي المنافس الوحيد قرر روزين الإندماج مع هذه الشركة وتم تعيينه كرئيس تنفيذي ومدير عام للشركة، وتم إطلاق اسم سيجا لهذه الشركة ومن المتعارف به في اليابان هو إختصار الأسماء الطويلة التي تتكون من أكثر من كلمة واحدة بإختيار الأحرف الأولى لها كأسم.
بعد عام واحد من بداية عمل الشركة إنتقلت سيجا من مجرد مصدّر لأجهزة الاركيد إلى صانع ومطور لها في اليابان، النجاح الأول جاء مع لعبة الغواصات الحربية بيريسكوب التي قدمت تجربة محتلفة حينها ولاقت نجاحا باليابان وتم تصديرها لخارج اليابان وتحديدا أسواق أمريكا وأوروبا. بالعام 1969 قام ببيعت شركة سيجا إلى شركة جولف أند ويستيرن وواصلت أسهم الشركة بالإرتفاع وباتت الآن شركة مساهمة عامة مع حصولها على شعارها الرسمي بالعام 1976 ولم يتغير من حينها.
ازدهرت الشركة مع العصر الذهبي لألعاب الفيديو في أواخر السبعينيات، وكانت تحقق نجاحات قوية على أجهزة الاركيد بأرباح تصل لحاجز الـ100 مليون دولار. في أوائل الثمانينيات، كانت سيجا واحدة من أكبر خمس شركات مصنعة لألعاب الأركيد في الولايات المتحدة، حيث ارتفعت إيرادات الشركة إلى 214 مليون دولار.

### الدخول إلى سوق أجهزة الألعاب (1982-1989)

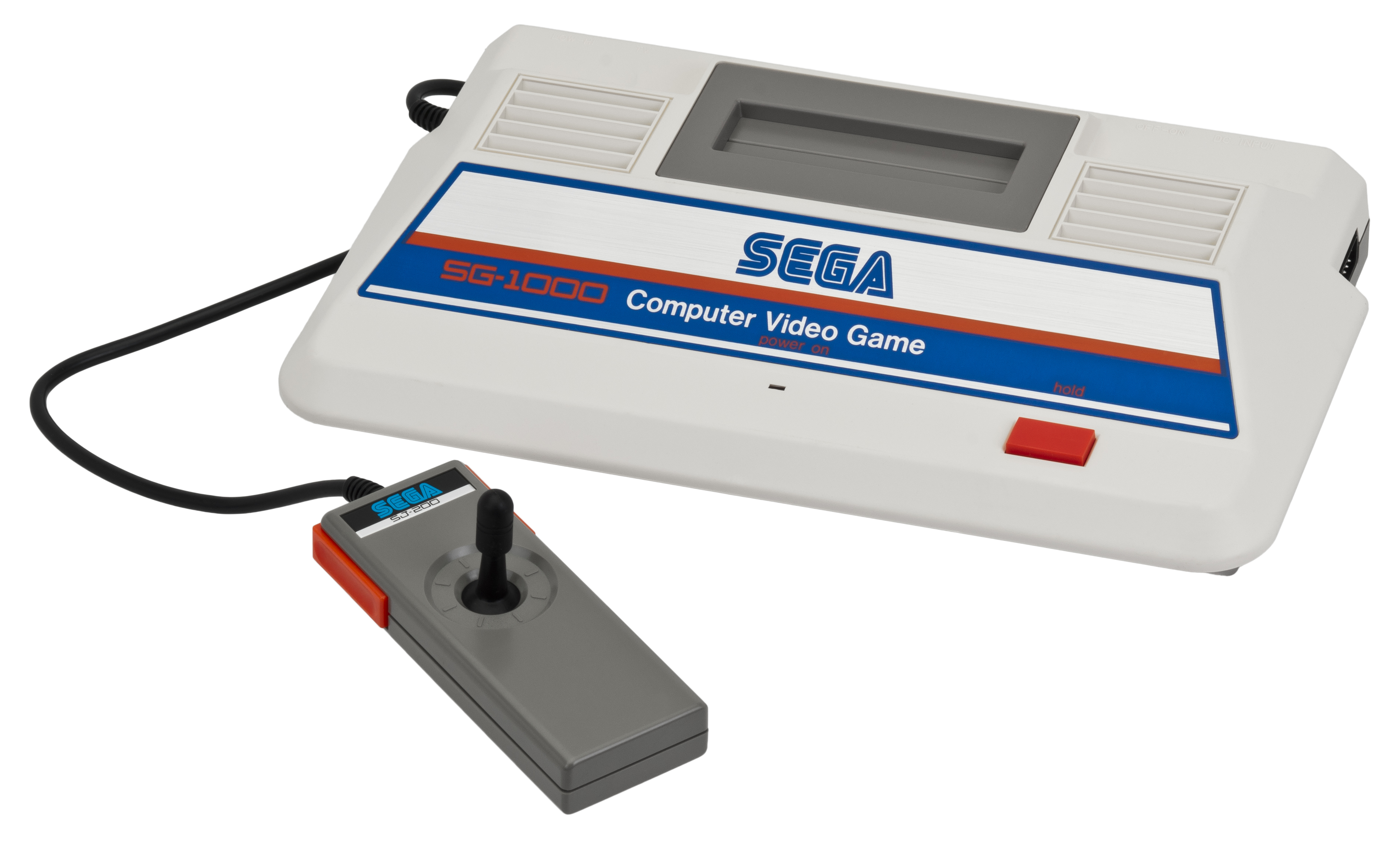
جهاز سيجا جيم 1000

بعد الانكماش في أعمال ألعاب الأركيد في عام 1982، قامت سيجا بدخول سوق أجهزة العاب الفيديو الذي بدأ يحقق الإنتشار وبالفعل أعلنت سيجا رسميا دخولها سوق أجهزة العاب الفيديو المنزلية بجهاز سيجا جيم 1000. ولكن الإنهيار الشهير لسوق العاب الفيديو أضر بالشركة فقامت شركة جولف أند ويستيرن ببيع كل متعلقات الشركة بقسمها الأمريكي ومعها قدم روزين إستقالته من الشركة بالعام 1984. القسم الياباني من الشركة أيضا تم بيعه لمجموعة من المستثمرين منهم روزين وأياو ناكاياما مقابل 38 مليون دولار وأصبح ناكاياما الرئيس التنفذي الجديد للشركة، بنفس العام 1984 قامت شركة سي أس كيه اليابانية بالإستحواذ على سيجا وتغيير أسمها إلى شركة سيجا المحدودة وتحويلها مجددا إلى شركة مساهمة عامة في بورصة طوكيو.
في عام 1985، بدأت سيجا العمل علي جهاز سيجا ماستر سيستم الذي تم إصداره في اليابان في أكتوبر 1985، حقق نجاحا جيدا بالأسواق الأوربية حيث بيع منه أكثر من 6.25 مليون وحدة. باع الجهاز ما بين 1.5 مليون ومليوني وحدة في أمريكا الشمالية. بحلول عام 2016، باع الجهاز 8 ملايين وحدة في البرازيل.

### ميجا درايف والنجاح السائد (1989-1994)
رغم إصدارها لأكثر من جهاز بجيل الـ8 بت ولكن لم تحقق أيا منها النجاح في اليابان وأمريكا، وتم حل المشكلة أخيرت مع صدور جهاز الـ16 بت من الشركة باسم جينسس بالأسواق الأمريكية أو ميجا درايف بالأسواق اليابانية والأوربية مع لعبة القنفذ سونيك التي حصلت على إعجاب كبير وأصبحت من أكثر الألعاب مبيعاً في التاريخ. في يناير 1992، سيطرت سيجا على 65 بالمائة من سوق الأجهزة الـ16 بت. وإنخفضت تلك النسبة إلي 55 ٪ من جميع مبيعات الأجهزة الـ16 بت خلال عام 1994.

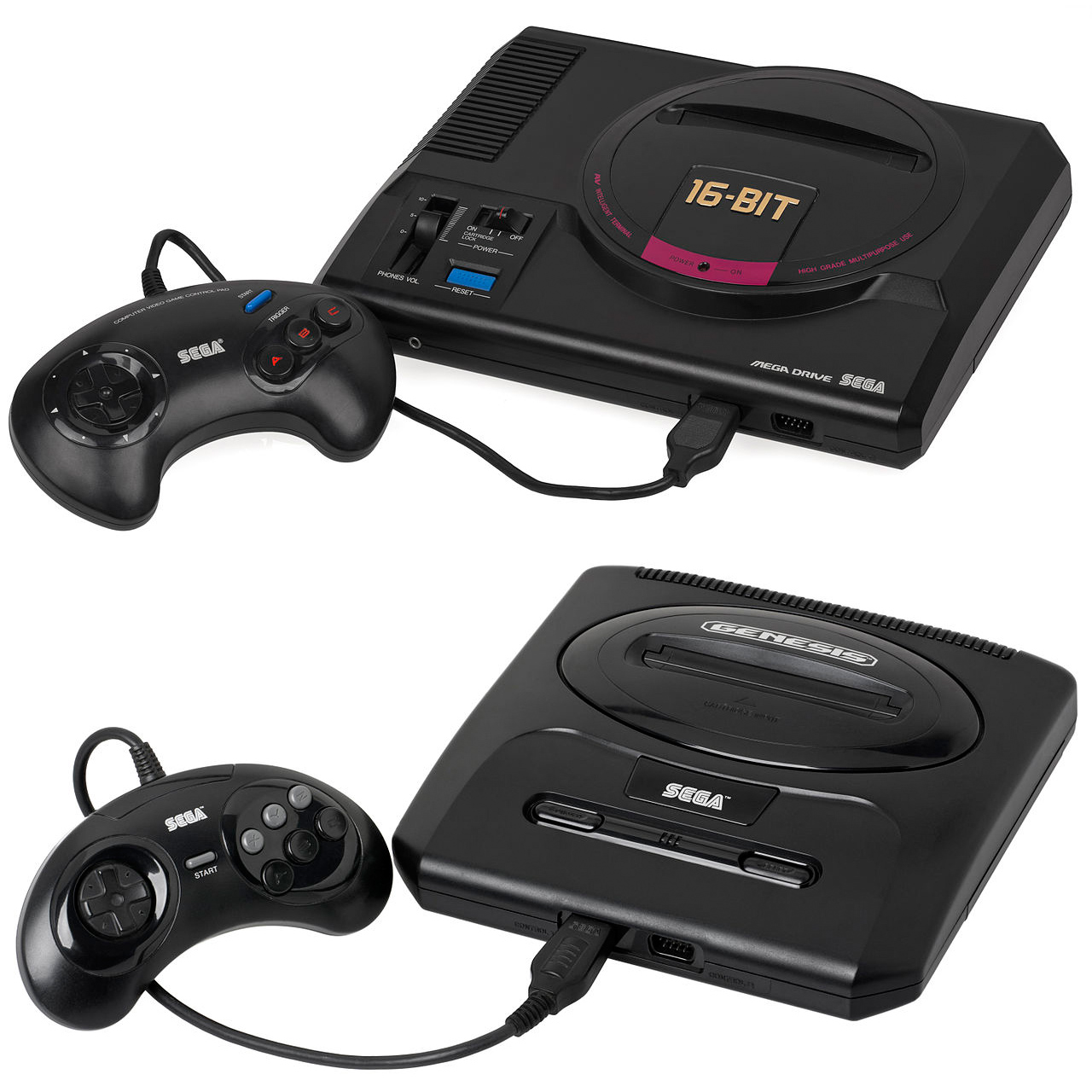
سيجا ميغادرايف (ياباني) بالأعلى.سيجا جينيسيس (أمريكي) بالأسفل.

في عام 1990، أطلقت سيجا لعبة جيم جير، وهي وحدة تحكم محمولة، للتنافس ضد غيم بوي من نيتيندو. تم تصميم جيم جير بشاشة ملونة كاملة، على عكس شاشة غيم بوي أحادية اللون. أطلقت شركة سيجا ميجا سي دي في اليابان في 1 ديسمبر 1991، بسعر 49800 ين ياباني. ميجا سي دي هي طرفية جديدة بتقنية إسطوانات الليزر ولكن المشكلة الرئيسية أن سوق الألعاب لم يعرف بعد هذه التقنية بهذا الوقت فكانت عملية البرمجة صعبة جدا جعلت الجميع ينفر من هذا الجهاز. باع الجهاز 100000 وحدة فقط خلال عامه الأول في اليابان، وهو أقل بكثير من التوقعات.

### 32 إكس وساتورن وإنخفاض المبيعات (1994-1999)
أصدرت سيجا جهاز جديد باسم 32 إكس ليتحول الجهاز إلى جهاز بقدرات أجهزة الـ32 بت بالعام 1994 قبل صدور الأجهزة الرسمية الخاصة بهذا الجيل. أصدرت سيجا الجهاز في 21 نوفمبر 1994، في أمريكا الشمالية، 3 ديسمبر 1994، في اليابان، وبيع بأقل من نصف سعر إطلاق ساتورن. بعد موسم العطلات، انخفض الاهتمام بـ 32 إكس بسرعة.

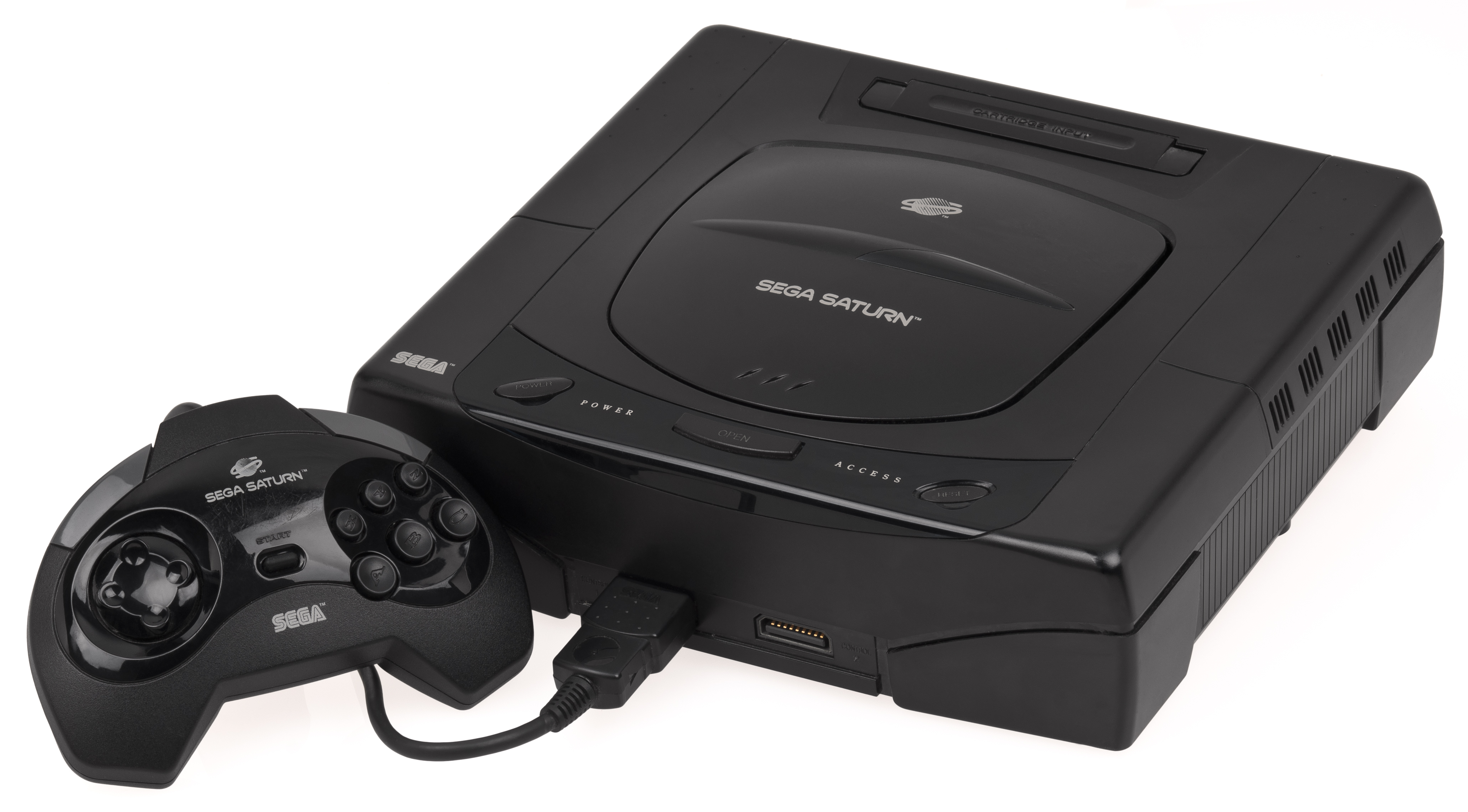
جهاز سيجا ساترن

أصدرت سيجا جهاز ساترن في اليابان في 22 نوفمبر 1994. بيعت الشحنة الأولية المكونة من 200000 جهاز ساتورن في اليوم الأول، وكان أكثر شهرة من جهاز سوني بلاي ستيشن في اليابان. في غضون يومين من إطلاق بلاي ستيشن الأمريكي في 9 سبتمبر 1995، باعت سوني عددًا من وحدات بلاي ستيشن يفوق عدد وحدات ساتورن التي بيعت في الأشهر الخمسة التي أعقبت إطلاقها.
بعد خمس سنوات من انخفاض الأرباح، في السنة المالية المنتهية في 31 مارس 1998، تكبدت شركة سيجا خسائرها المالية الأولى منذ إدراجها في بورصة طوكيو عام 1988. قبل وقت قصير من الإعلان عن الخسائر، أوقفت شركة سيجا إصدار ساترن في أمريكا الشمالية للتحضير لإطلاق دريم كاست. ترك القرار فعليًا السوق الغربية بدون ألعاب سيجا لأكثر من عام. استمر ساترن لفترة أطول في اليابان وأوروبا، عانت شركة سيجا من خسارة أخرى بقيمة 42.881 مليار ين في السنة المالية المنتهية في مارس 1999، وأعلنت عن خطط لإلغاء 1000 وظيفة، أي ما يقرب من ربع قوتها العاملة.

### دريم كاست والمعاناة المستمرة (1998-2001)

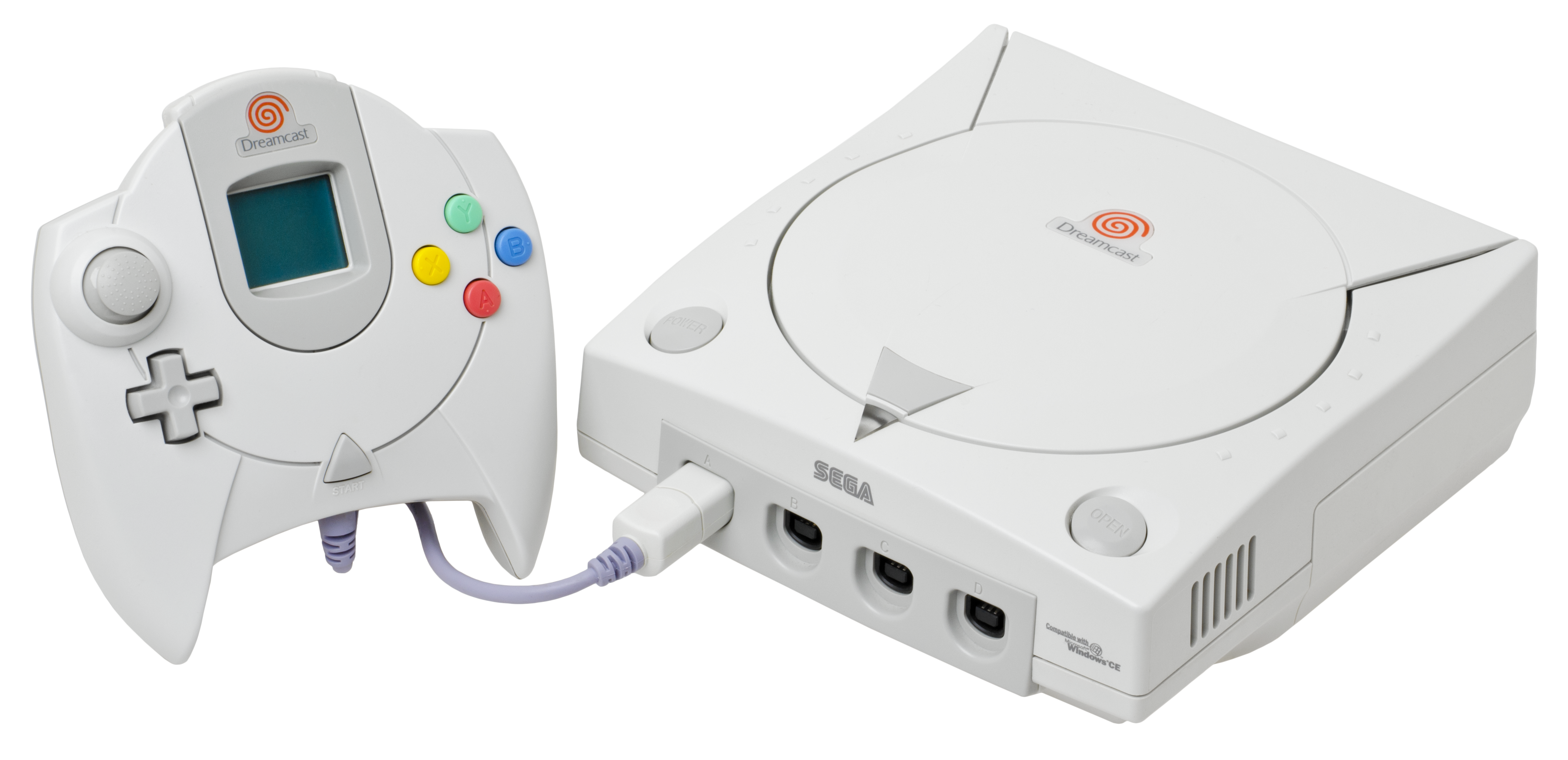
جهاز سيجا دريم كاست

على الرغم من انخفاض أرباح نصف العام بنسبة 75٪، تم إطلاق جهاز دريم كاست أول مرة في اليابان بتاريخ 27 نوفمبر 1998، وفي أمريكا الشمالية بتاريخ 9 سبتمبر 1999، وفي أوروبا بتاريخ 14 أكتوبر 1999. وهو أول جهاز من أجهزة الـ128 بت وثاني جهاز يستخدم نظام قراءة الأقراص تخزين من سيجا، أعلنت شركة سيجا أن لعبة سونيك أدفنشر، ستكون لعبة إطلاق دريم كاست. سجلت سيجا رقماً قياسياً من خلال بيع أكثر من 225132 وحدة دريم كاست في 24 ساعة في أميركا، وحققت 98.4 مليون دولار.
على الرغم من نجاح إطلاق دريم كاست، إلا أن بلاي ستيشن من شركة سوني ظل يحتفظ بـ 60 بالمائة من إجمالي حصة السوق في أمريكا الشمالية في نهاية عام 1999. مبيعات دريم كاست الأمريكية - التي تجاوزت 1.5 مليون بحلول نهاية عام 1999 - بدأت في الانخفاض في وقت مبكر من يناير 2000. ساهمت المبيعات اليابانية الضعيفة في خسارة سيجا 404 مليون دولار في السنة المالية المنتهية في مارس 2000. زادت مبيعات سيجا الإجمالية لهذا الفصل بنسبة 27.4 في المائة، وتجاوزت مبيعات دريم كاست في أمريكا الشمالية وأوروبا توقعاتها بشكل كبير. ومع ذلك، تزامن هذا مع انخفاض في الربحية بسبب الإستثمارات لإطلاق دريم كاست في الأسواق الغربية وضعف مبيعات الجهاز في اليابان. في الوقت نفسه، أدت الظروف المتدهورة إلى انخفاض ربحية شركة سيجا، مما أدى إلى إغلاق 246 موقعًا.

### التحول إلى تطوير الألعاب (2001-2003)
بعد نهاية دريم كاست في عام 2001، أعلنت سيجا أن الشركة ستركز الآن فقط على تطوير ألعاب الفيديو. في 1 أكتوبر 2004، أعلنت شركة سامي القابضة عن استحواذها على شركة سيجا. تم دمج الشركة بالكامل في المجموعة وتغير اسم الشركة إلى شركة سيجا-سامي القابضة.

### إعادة الهيكلة (2015 - الآن)
أعلنت شركة سيجا-سامي القابضة في أبريل 2017 أنها ستنقل مكتبها الرئيسي والشركات الفرعية المحلية الموجودة في منطقة العاصمة طوكيو إلى شيناغاوا بحلول يناير 2018. تم بيع المقر السابق لشركة سيجا في أوتا في عام 2019 ومن المرجح أن يتم هدمه.
في يونيو 2017، حل كريس بيرجسترسر محل يورجن بوست كرئيس ومدير العمليات لشركة سيجا أوروبا. في يونيو 2018، حل غاري ديل، الذي كان يعمل سابقًا في روكستار جيمز وتيك-تو إنترأكتيف، محل كريس بيرجسترسر كرئيس ومدير العمليات في سيجا أوروبا. بعد بضعة أشهر، حل إيان كوران، المدير التنفيذي السابق في تي إتش كيو وأكليم إنترتينمينت، محل جون تشينج كرئيس ومدير العمليات لشركة سيجا أميركا في أغسطس 2018. تضمنت المشاريع قيد التطوير في سيجا لعبة جديدة في سلسلة ياكوزا، فيلم سونيك القنفذ، وميجا درايف ميني، الذي تم إصداره في سبتمبر 2019.

## أشهر الألعاب
- القنفذ سونيك
- ياكوزا
- أوت ران
- شينوبي
- بويو بويو [الإنجليزية]
- ستريتس أوف ريج
- علاء الدين
- فانتاسي ستار
- شاينينغ فورس [الإنجليزية]
- شينمو
- فيرتشوا فايتر
- بانزر دراغوون [الإنجليزية]
- أليكس كيد
- برسونا
- ميغامي تينسي
- وندر بوي [الإنجليزية]
- كوميكس زون
- سوبر مانكي بول [الإنجليزية]
- سيجا رالي [الإنجليزية]
- هانغ أون
- قولدن اكس
- كريزي تاكسي
- ذا هاوس أوف ذا ديد
- فليكي
- بايونيتا

## وصلات خارجية
- الموقع الرسمي
- سيجا على موقع الموسوعة البريطانية (الإنجليزية)
- سيجا على موقع ميوزك برينز (الإنجليزية)
- سيجا على موقع ميوزك برينز (الإنجليزية)
- سيجا على موقع ANN company (الإنجليزية)